# Freda James
Freda James (Nottingham, 13 januari 1911 – 27 december 1988) was een tennisspeelster uit het Verenigd Koninkrijk. Ze werd geboren als Winifred Alice James. Na haar huwelijk, op 28 juli 1938, werd haar naam Freda Hammersley.
In 1933 won zij met haar landgenote Betty Nuthall het dubbelspeltoernooi op het US tenniskampioenschap.
James speelde tussen 1929 en 1955 op Wimbledon, waarbij zij in totaal 135 wedstrijden speelde. In 1935 en 1936 won zij het dubbelspeltoernooi, beide malen met haar landgenote Kay Stammers.
James speelde meermalen op de Wightman Cup, van 1933 tot 1939. Daarna werd het toernooi enkele jaren niet georganiseerd, vanwege de Tweede Wereldoorlog.